# Шахов, Александр Александрович
Александр Александрович Шахов (1850—1877) — русский педагог, историк литературы; приват-доцент Императорского московского университета по кафедре истории всеобщей литературы.

## Биография
Александр Шахов родился 20 ноября (2 декабря) 1850 года; сын сенатора А. Н. Шахова. Детские годы провел в Москве, где воспитывался в одном из лучших тогдашних пансионов. Высшее образование получил в Императорском московском университете по историко-филологическому факультету. Здесь уже через два года он представил свое сочинение «О житиях новгородских святых», за которое получить золотую медаль. 
Вскоре он начинает увлекаться западноевропейской литературой и решает посвятить себя изучению её истории. С этой целью по окончании университетского курса он отправился в Париж, занялся там под руководством Арсена Дармстетера, преподававшего грамматику романских языков в «Ecole des hautes études», изучением старофранцузского языка. 

Вернувшись в Москву в начале 1873 года, он в том же году был приглашен профессором В. И. Герье читать иностранную литературу на только что открытых Московских высших женских курсах. Здесь он первый год читал немецкую литературу XVIII века, а в следующем году французскую литературу XIX века. О тех симпатиях, какими он пользовался среди своих слушательниц, можно судить из следующих строк о нем одной из них: 
«Мы все боялись проронить хотя бы одно слово из его (А. А. Шахова — примечание автора) лекций. Ни дождь, ни грязь не останавливали слушательниц бежать на его лекцию даже из таких далеких концов, как Петровский парк, Мещанские, Покровка, в то время когда курсы помещались на Пречистенке. Трудно было не увлечься тем живым, полным энергии словом, каким дышала каждая его лекция… Личность его слишком тесно сливалась с преподаваемым предметом, с его лекциями, в которых он выступал светлым, полным энергии и надежды».
Однако недолго пришлось А. А. Шахову поработать на профессорском поприще. Здоровье его было слабое, а усиленные занятия окончательно расстроили его и уже в начале 1875 года у него появились признаки чахотки. Между тем, несмотря на это, он продолжал неутомимо работать над своей магистерской диссертацией: «Французская литература в первые годы XIX века», которую и защитил весной того же года. 
Летом по настоянию врачей он уехал за границу, где прожил более года. Впрочем, такое продолжительное пребывание на юге мало принесло пользы его здоровью, так как он почти не лечился, употребляя все свое время, главным образом, на обработку своего нового курса по истории французской литературы XVIII века. Вернувшись осенью 1876 года в Москву, он был принят в число приват-доцентов Императорского московского университета. Здесь он объявил вышеназванный курс французской литературы, и аудитория его, несмотря на не обязательность лекции и ранний час (9—10 часов утра), также, как и на Высших женских курсах, всегда была полна, причем в числе его слушателей можно было встретить студентов всех факультетов, что, конечно, ясно свидетельствовало о том интересе, какой вызывали среди учащейся молодежи лекции А. А. Шахова. Однако все более и более развивавшаяся чахотка не дала ему возможности второй год продолжать свою профессорскую деятельность. 
Осенью 1877 года врачи снова отправили его за границу, но было уже поздно, болезнь делала свое дело, и Шахов, видя, что ему уже не поправиться, решил вернуться умирать в Москву, куда, действительно, и приехал в конце ноября того же года. Здесь Александр Александрович Шахов прожил  только несколько дней и скончался 5 (17) декабря 1877 года, на 28-м году от рождения.
После смерти Шахова изданы его лекции на высших женских курсах: «Гёте и его время» (СПб., изд. 3-е, 1903) и «Очерки литературного движения в первую половину XIX века» (СПб., изд. 2-е). Все критики единогласно отмечали обширную начитанность, замечательную способность обобщения и яркий литературный талант Шахова. По своим критическим воззрениям, он принадлежал к школе, представителями которой на Западе являются Брандес и Тэн. Автор ставил своей целью изучать связь литературного произведения с общественными движениями.